# Zaprzysiężenie Prezydenta Rzeczypospolitej Polskiej
Zaprzysiężenie Prezydenta Rzeczypospolitej Polskiej – uroczystość rozpoczynająca kadencje prezydenta Rzeczypospolitej Polskiej, odbywająca się przed Zgromadzeniem Narodowym, które odbiera od elekta przysięgę. 

## Historia

### Uroczystość

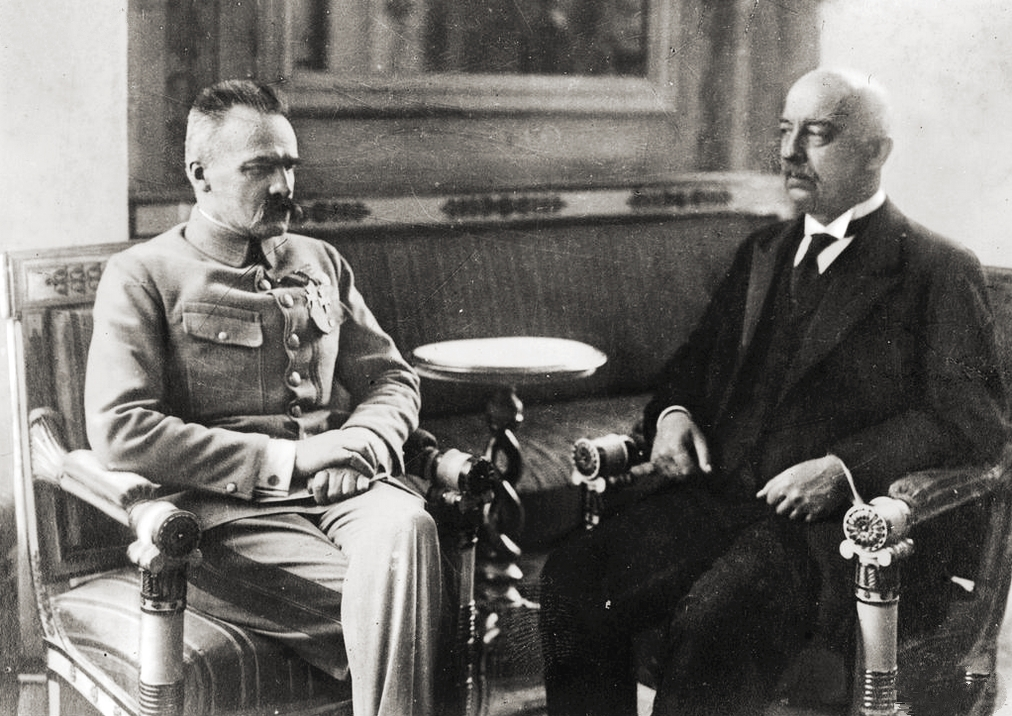
14 grudnia 1922 Gabriel Narutowicz odebrał władzę w Polsce od Józefa Piłsudskiego. Trzy dni wcześniej złożył przysięgę przed Zgromadzeniem Narodowym.

Pierwsza prezydencka inauguracja odbyła się w poniedziałek 11 grudnia 1922, wówczas głową państwa został Gabriel Narutowicz, wybrany dwa dni wcześniej na to stanowisko przez Zgromadzenie Narodowe. Uroczystość zaprzysiężenia rozpoczęła się parę minut po godzinie dwunastej w gmachu Sejmu, prezydent elekt miał utrudnienia z dojazdem ze względu na liczne protesty, w wyniku których zginęła jedna osoba, natomiast dwadzieścia sześć zostało rannych. Uroczystości przewodniczył marszałek Sejmu Maciej Rataj, który zapytał Narutowicza o przyjęcie urzędu i odebrał od niego przysięgę. Drugim punktem objęcia urzędu była uroczystość przekazania władzy przez Naczelnika Państwa Józefa Piłsudskiego nowemu prezydentowi, która odbyła się 14 grudnia 1922 w Belwederze. Wydarzeniu towarzyszyło odebranie defilady oddziałów wojska na dziedzińcu Belwederu, wspólne śniadanie marszałka z prezydentem, a następnie oficjalna uroczystość oddania władzy.  
Po zabójstwie Narutowicza prezydentem został wybrany 20 grudnia 1922 Stanisław Wojciechowski, po czym tego samego dnia wieczorem objął urząd w gmachu Sejmu i wygłosił swoje pierwsze orędzie do narodu Polskiego. 4 czerwca 1926 po uprzednim wyborze zaprzysiężony został na Zamku Królewskim w Warszawie Ignacy Mościcki. Do inauguracji drugiej kadencji Mościckiego doszło 9 maja 1933.   

22 grudnia 1990, po uprzednich powszechnych wyborach, odbyła się inauguracja prezydentury Lecha Wałęsy. Uroczystość rozpoczęła się od posiedzenia Zgromadzenia Narodowego, które pod przewodnictwem marszałka Sejmu Mikołaja Kozakiewicza po godzinie dziewiątej odebrało przysięgę od prezydenta elekta. Następnie w dziedzińcu Zamku Królewskiego nowy prezydent przejął zwierzchnictwo nad siłami zbrojnymi, a następnie w Sali Wielkiej odebrał insygnia władzy prezydenckiej od Ryszarda Kaczorowskiego. Ostatnim punktem uroczystości była msza święta w Bazylice Archikatedralnej w Warszawie pod przewodnictwem prymasa Polski Józefa Glempa.    

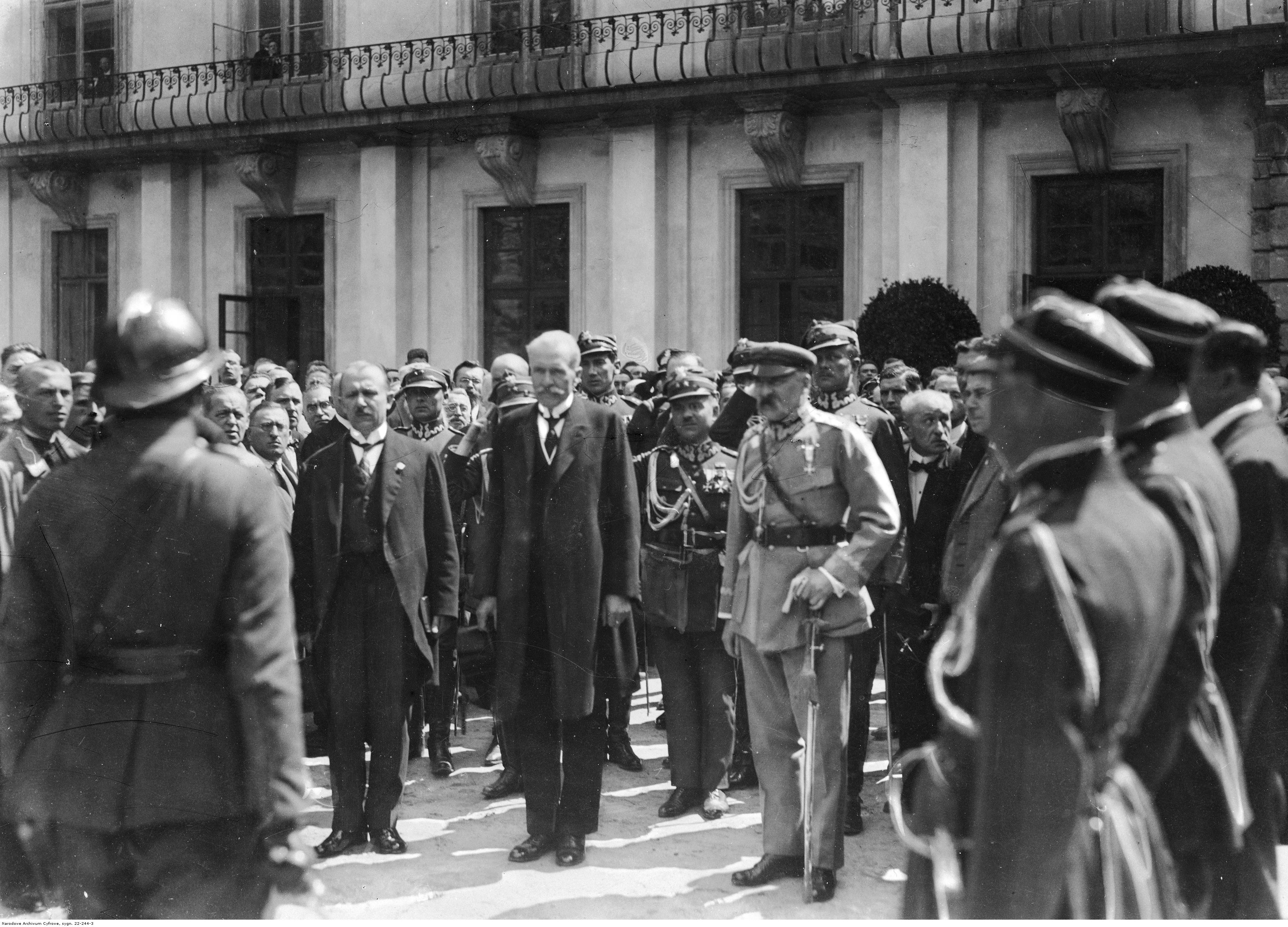
Uroczystość zaprzysiężenia prezydenta Ignacego Mościckiego. 4 czerwca 1926

W 1995 ustępujący prezydent nie brał udziału w uroczystościach zaprzysiężenia Aleksandra Kwaśniewskiego.    

### Przysięga

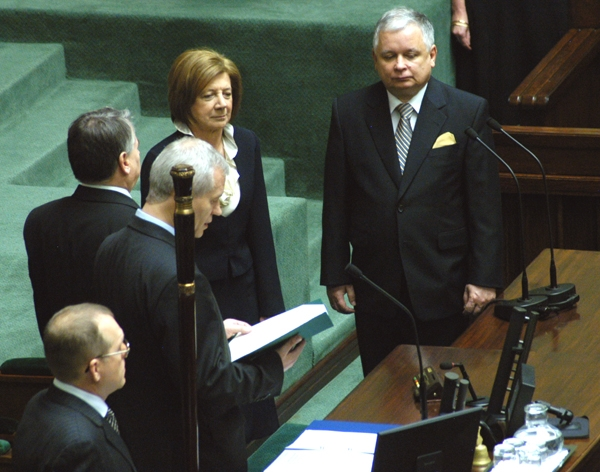
Zaprzysiężenie Lecha Kaczyńskiego. 22 grudnia 2005

Odebranie przysięgi od prezydenta przez Zgromadzenie Narodowe zostało po raz pierwszy opisane w Konstytucji marcowej (art. 54). Treść ślubowania była następująca: 

„Przysięgam Bogu Wszechmogącemu, w Trójcy Świętej Je
dynemu, i ślubuje Tobie, Narodzie Polski, na urzędzie Prezydenta Rzeczypospolitej, który obejmuję: praw Rzeczypospolitej, a przedewszystkiem Ustawy Konstytucyjnej święćie przestrzegać i bronić;
dobru powszechnemu Narodu ze wszystkich sił wiernie służyć;.
wszelkie zło i niebezpieczeństwo od Państwa czujnie odwracać;
godności imienia polskiego strzec niezachwianie; sprawiedliwość
względem wszystkich bez różnicy obywateli za pierwszą sobie

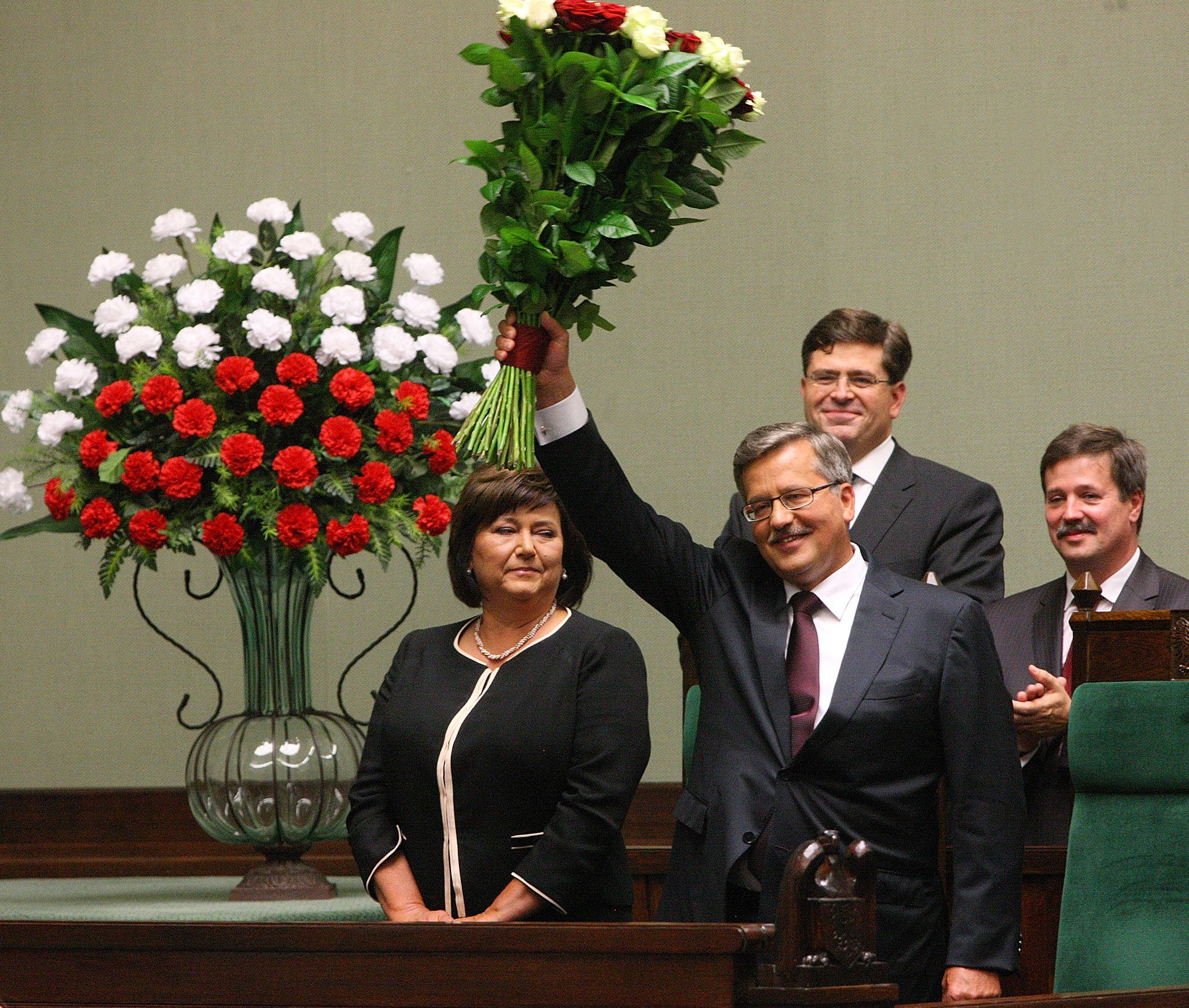
Bronisław Komorowski podczas zaprzysiężenia przed Zgromadzeniem Narodowym. 6 sierpnia 2010

mieć cnotę; obowiązkom urzędu i służby poświęcić się niepodzielnie. Tak mi dopomóż Bóg i Swięta Syna Jego Męka. Amen".

Słowa z konstytucji marcowej zostały użyte przez Gabriela Narutowicza (11 grudnia 1922), Stanisława Wojciechowskiego (20 grudnia 1922) i Ignacego Mościckiego (4 czerwca 1926 oraz 9 maja 1933). W Konstytucji kwietniowej (art. 19) treść przysięgi została zmodyfikowana następująco: 

„Świadom odpowiedzialności wobec Boga
i historji za losy Państwa, przysięgam Panu
Bogu Wszechmogącemu, w Trójcy Świętej Jedynemu, na urzędzie Prezydenta Rzeczypospolitej: praw zwierzchniczych Państwa
bronić, jego godności strzec, ustawę konstytucyjną stosować, względem wszystkich obywateli równą kierować się sprawiedliwością,
zło i niebezpieczeństwo od Państwa odwracać, a troskę o jego dobro za naczelny poczytywać sobie obowiązek. Tak mi dopomóż Bóg
i Święta Syna Jego Męka. Amen".

Powyższa treść została złożona przez prezydentów RP na uchodźstwie, począwszy od Władysława Raczkiewicza (30 września 1939), a skończywszy na Ryszardzie Kaczorowskim (19 lipca 1989). Ostatnie prezydenckie ślubowanie przed zniesieniem urzędu w 1952 na rzecz Rady Państwa odbyło się 5 lutego 1947 i zostało dokonane przez Bolesława Bieruta. Słowa zaprzysiężenia brzmiały następująco (Ustawa Konstytucyjna z dnia 4 lutego 1947 art. 11): 

„Slubuję uroczyście, obejmując urząd Prezydenta Rzeczypospolitej, wedle najleрszego rozumienia i zgodnie z sumieniem, rzetelnie pracować dla dobra Narodu Polskiego, praw demokratycznych Rzeczypospolitej święcie przestrzegać, godności Narodu i Państwa strzec niezachwianie, sprawiedliwość względem wszystkich bez różnicy obywateli za pieruwszą mieć sobie cnotę,
obowiązkom urzędu i służby poświęcić się niepođzielnie. Tak mi dopomóż Bóg".

W 1989 na podstawie noweli kwietniowej do Konstytucji Rzeczypospolitej Polskiej przywrócono urząd prezydenta oraz sformułowano następującą treść przysięgi (art. 32c), którą złożył Wojciech Jaruzelski 19 lipca1989: 

„Obejmując z woli Zgromadzenia Narodowego urząd Prezydenta Polskiej Rzeczypospolitej Ludowej, ślubuję uroczyście Narodowi Polskiemu, że postanowieniom Konstytucji wierności dochowam, będę strzegł niezłomnie
godności Narodu, suwerenności i bezpieczeństwa państwa. Ślubuję, że dobro
Ojczyzny oraz pomyślność obywateli będą dla mnie zawsze najwyższym nakazem."

Lech Wałęsa, pierwszy prezydent Polski wybrany w wyborach powszechnym został zaprzysiężony przez Zgromadzenie Narodowe 22 grudnia 1990. Przed posłami i senatorami ślubował słowami zawartymi w Konstytucji Rzeczypospolitej Polskiej (wcześniej Rzeczypospolitej Polskiej Ludowej) po noweli z września 1990 (art. 32c):   

„Obejmując urząd Prezydenta Rzeczypospolitej Polskiej, przysięgam uroczyście Narodowi Polskiemu, że postanowieniom Konstytucji wierności dochowam, będę strzegł niezłomnie godności Narodu, suwerenności i bezpieczeństwa państwa. Przysięgam, że dobro Ojczyzny oraz pomyślność obywateli będą dla mnie zawsze najwyższym nakazem".

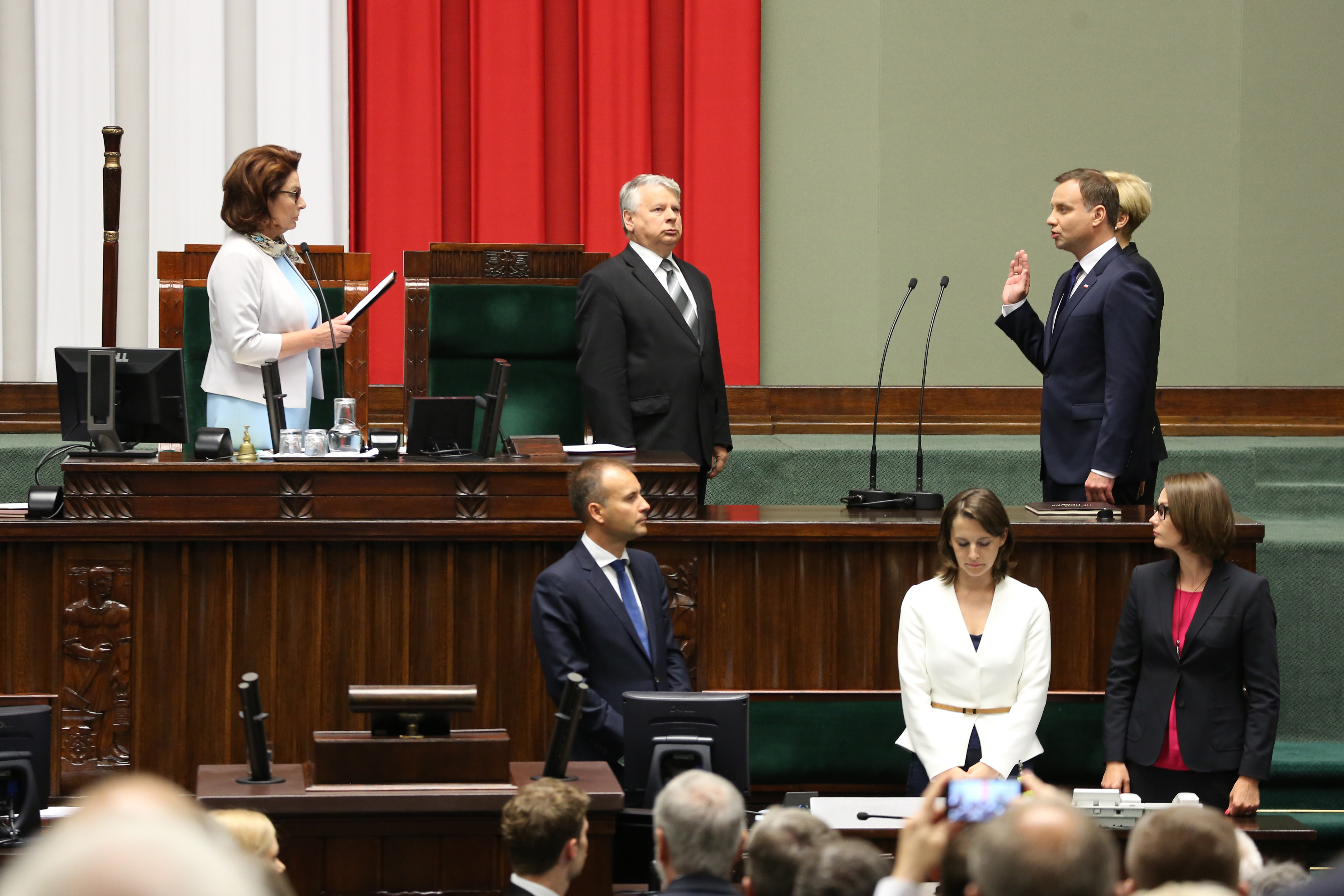
Andrzej Duda składający przysięgę przed Zgromadzeniem Narodowym. 6 sierpnia 2015

Aleksander Kwaśniewski 22 grudnia 1995 ślubował treścią zawartą w Małej konstytucji (art. 30) z 1992 roku: 

„Obejmując z woli Narodu urząd Prezydenta Rzeczypospolitej Polskiej uroczyście przysięgam, że dochowam wierności postanowieniom Konstytucji, będę strzegł niezłomnie godności Narodu, niepodległości i bezpieczeństwa Państwa, a także, że dobro Ojczyzny oraz pomyślność obywateli będą dla mnie zawsze najwyższym nakazem".

Aleksander Kwaśniewski (22 grudnia 2000), Lech Kaczyński (22 grudnia 2005), Bronisław Komorowski (6 sierpnia 2010), Andrzej Duda (6 sierpnia 2015 oraz 6 sierpnia 2020) oraz Karol Nawrocki (6 sierpnia 2025) ślubowali na podstawie Konstytucji Rzeczypospolitej Polskiej z 1997 (art. 130), która zawiera następujące słowa roty przysięgi: 

„Obejmując z woli Narodu urząd Prezydenta Rzeczypospolitej Polskiej, uroczyście przysięgam, że dochowam wierności postanowieniom Konstytucji, będę strzegł niezłomnie godności Narodu, niepodległości i bezpieczeństwa Państwa, a dobro Ojczyzny oraz pomyślność obywateli będą dla mnie zawsze najwyższym nakazem".

## Przebieg ceremonii

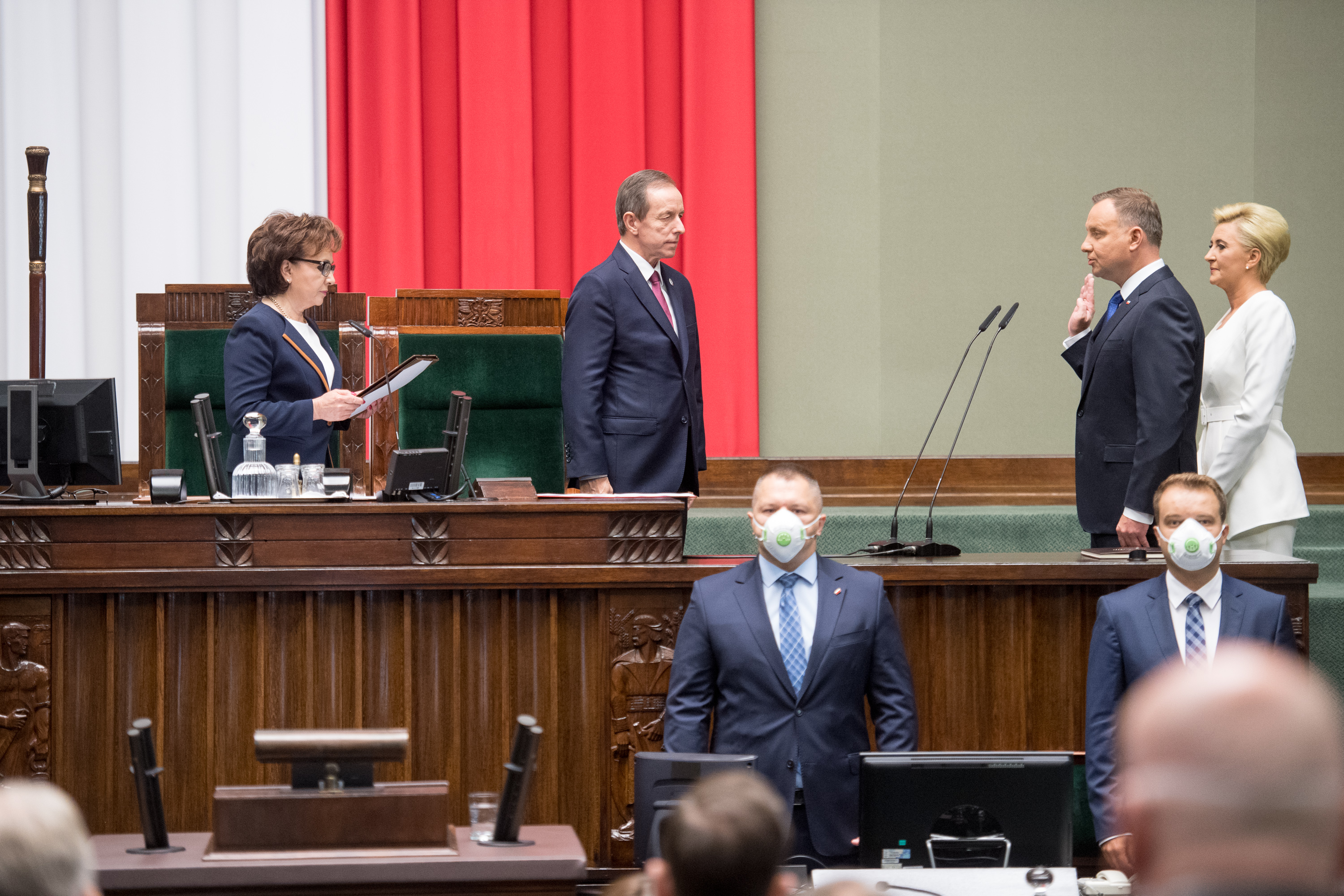
Andrzej Duda składający przysięgę przed Zgromadzeniem Narodowym. 6 sierpnia 2020

Opracowano na podstawie źródeł:

### Budynek Sejmu i Senatu
Prezydent elekt witany jest w gmachu parlamentu przez marszałka sejmu oraz marszałka senatu (jeśli w uroczystościach bierze udział, ustępujący prezydent jest witany przed jego następcą). Następnie dochodzi do złożenia przysięgi przewidzianej w konstytucji przed Zgromadzeniem Narodowym, po czym nowa głowa państwa wygłasza orędzie. Po ceremonii zaprzysiężenia dochodzi do złożenia przez pierwsze trzy osoby w państwie kwiatów pod: tablicą upamiętniającą prezydenta Lecha Kaczyńskiego, tablicą upamiętniającą wizytę Jana Pawła II w Parlamencie Narodowym, tablicą upamiętniającą Marszałka Sejmu Macieja Płażyńskiego, tablicą upamiętniającą posłów na Sejm RP poległych podczas II wojny światowej oraz tablicą upamiętniającą posłów i senatorów zmarłych w wyniku katastrofy smoleńskiej.  

### Bazylika Archikatedralna
Po uroczystości w budynku parlamentu dochodzi do uroczystej mszy świętej w intencji w sprawie ojczyzny. W nabożeństwie, odbywającym się w bazylice archikatedralnej św. Jana Chrzciciela uczestniczy nowy prezydent oraz przedstawiciele władz. Wydarzeniu przewodniczy prymas Polski bądź przewodniczący Konferencji Episkopatu Polski. 

### Zamek Królewski

Zaprzysiężenie Karola Nawrockiego. 6 sierpnia 2025

Po mszy prezydent przechodzi z bazyliki do Zamku Królewskiego w Warszawie, gdzie w Sali Wielkiej dochodzi do inwestytury Prezydenta RP na Wielkiego Mistrza Orderu Orła Białego i Orderu Odrodzenia Polski. Podczas tej uroczystości kanclerz kapituły Orderu Orła Białego oraz kanclerz kapituły Orderu Odrodzenia Polski, odczytują proklamację ustanawiającą nowego prezydenta kawalerem oraz kanclerzem tych odznaczeń. Pod koniec uroczystości dochodzi do oficjalnych gratulacji składanych głowie państwa przez: marszałków obydwu izb, premiera, byłych prezydentów i premierów, prymasa Polski i przedstawicieli innych związków wyznaniowych oraz przedstawicieli najważniejszych instytucji państwowych. 

### Pałac Prezydencki
Po obchodach w Zamku Królewskim dochodzi do uroczystego wejścia pary prezydenckiej do rezydencji głowy państwa Polskiego. Na dziedzińcu pałacu prezydent odbiera meldunek dowódcy garnizonu miasta stołecznego Warszawy oraz szefa Służby Ochrony Państwa. 

### Plac Marszałka Józefa Piłsudzkiego
Na Placu im. Marszałka Józefa Piłsudskiego dochodzi do odebrania honorów przez nowego prezydenta od wszystkich rodzajów sił zbrojnych RP. Na maszt przed Grobem Nieznanego Żołnierza zostanie wciągnięty Proporzec Prezydenta RP, po czym odbywa się zwyczajowa defilada wojsk. 